# Венгейзен (Норденвелд)
Венгейзен (нід. Veenhuizen, нід. вимова: [veːnˈɦœyzən]) — село в нідерландській провінції Дренте. Входить до муніципалітету Норденвелд.
Його площа становить 32,01 км², а населення станом на 2021 рік складало 1 265 осіб.

## Галерея

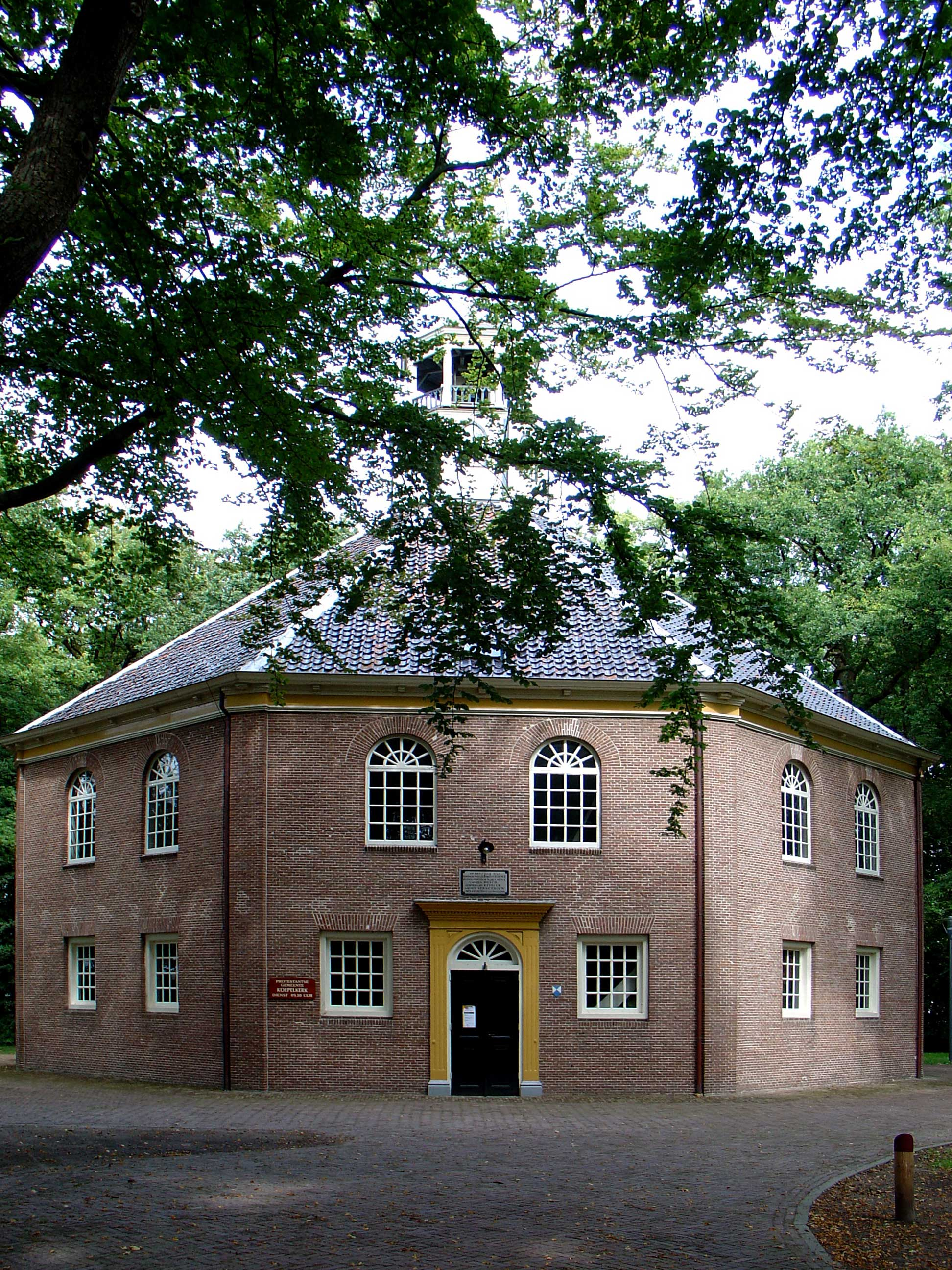
Протестантська церква
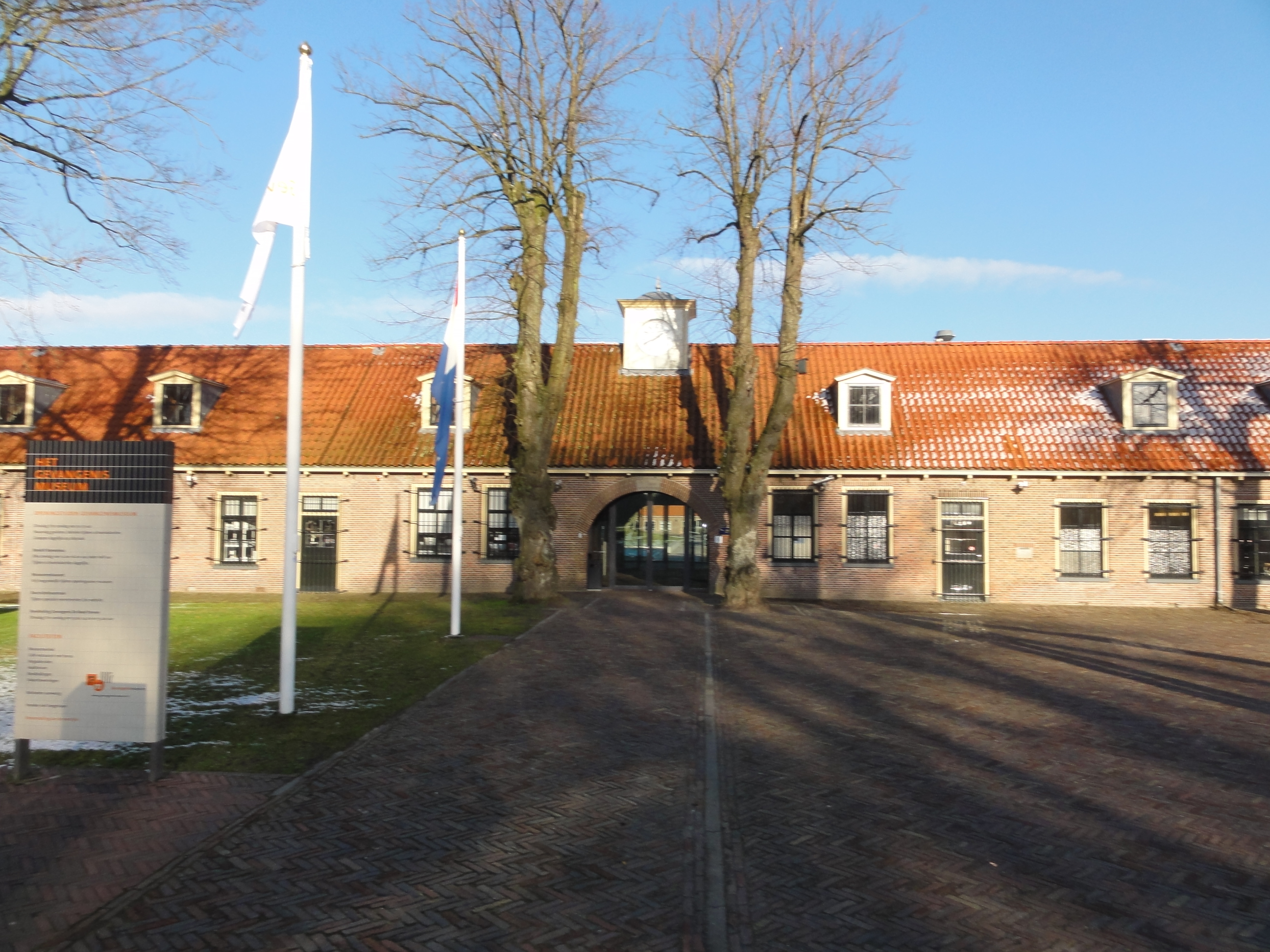
Національний музей в'язниць